# Finale de la Coupe d'Europe des vainqueurs de coupe 1960-1961
La finale de la Coupe d'Europe des vainqueurs de coupe 1960-1961  est la 1re finale de la Coupe d'Europe des vainqueurs de coupe. Organisée par le comité d'organisation de la Coupe Mitropa, cette édition n'est initialement pas reconnue par l'UEFA mais le sera officiellement deux ans plus tard, en octobre 1963. 
Cette finale prend la forme d'une double confrontation aller-retour, les 17 et 27 mai 1961, respectivement à l'Ibrox Stadium de Glasgow et au Stadio Comunale de Florence. Elle voit s'opposer le club écossais des Glasgow Rangers au club italien de la Fiorentina.

## Parcours des finalistes
Note : dans les résultats ci-dessous, le score du finaliste est toujours donné en premier (D : domicile ; E : extérieur).
| Glasgow Rangers          | Glasgow Rangers | Glasgow Rangers | Glasgow Rangers |                  | AC Fiorentina | AC Fiorentina | AC Fiorentina | AC Fiorentina |
| ------------------------ | --------------- | --------------- | --------------- | ---------------- | ------------- | ------------- | ------------- | ------------- |
| Adversaire               | Total           | Aller           | Retour          | Tour             | Adversaire    | Total         | Aller         | Retour        |
| Ferencváros TC           | 5 - 4           | 4 - 2 (D)       | 1 - 2 (E)       | Préliminaire     | -             | -             | -             | -             |
| Borussia Mönchengladbach | 11 - 0          | 3 - 0 (E)       | 8 - 0 (D)       | Quarts de finale | FC Lucerne    | 9 - 2         | 3 - 0 (E)     | 6 - 2 (D)     |
| Wolverhampton Wanderers  | 3 - 1           | 2 - 0 (D)       | 1 - 1 (E)       | Demi-finales     | Dinamo Zagreb | 4 - 2         | 3 - 0 (D)     | 1 - 2 (E)     |

## Feuilles de matchs

### Match aller
| 17 mai 1961 | Glasgow Rangers | 0 – 2   | AC Fiorentina | Ibrox Park, Glasgow                                 |                                                     |
| 19h30 WEST  |                 | (0 – 1) | 12e 88e Milan | Spectateurs : 80 000 Arbitrage : Carl Erich Steiner | Spectateurs : 80 000 Arbitrage : Carl Erich Steiner |
| 19h30 WEST  | Rapport         |         |               | Spectateurs : 80 000 Arbitrage : Carl Erich Steiner | Spectateurs : 80 000 Arbitrage : Carl Erich Steiner |

|  |  |

|              |    |                    |  |
|              |    |                    |  |
| GK           | 1  | Billy Ritchie      |  |
| DF           | 2  | Bobby Shearer      |  |
| DF           | 5  | Bill Paterson (en) |  |
| DF           | 4  | Harold Davis       |  |
| DF           | 3  | Eric Caldow        |  |
| MF           | 6  | Jim Baxter         |  |
| MF           | 7  | Davie Wilson       |  |
| MF           | 8  | Ian McMillan       |  |
| MF           | 11 | Bobby Hume (en)    |  |
| FW           | 10 | Ralph Brand        |  |
| FW           | 9  | Alex Scott         |  |
| Entraîneur : |    |                    |  |
| Scot Symon   |    |                    |  |

|                  |    |                         |  |
|                  |    |                         |  |
| GK               | 1  | Enrico Albertosi        |  |
| DF               | 2  | Enzo Robotti            |  |
| DF               | 4  | Piero Gonfiantini (it)  |  |
| DF               | 5  | Alberto Orzan           |  |
| DF               | 3  | Sergio Castelletti (en) |  |
| MF               | 6  | Claudio Rimbaldo (it)   |  |
| MF               | 7  | Kurt Hamrin             |  |
| MF               | 8  | Dante Micheli           |  |
| MF               | 11 | Gianfranco Petris (en)  |  |
| FW               | 9  | Dino da Costa           |  |
| FW               | 10 | Luigi Milan             |  |
| Entraîneur :     |    |                         |  |
| Nándor Hidegkuti |    |                         |  |

### Match retour
| 27 mai 1961 | AC Fiorentina          | 2 – 1   | Glasgow Rangers | Stadio Comunale, Florence                       |                                                 |
| 15h30 UTC+2 | Milan 13e · Hamrin 86e | (1 – 0) | 60e Scott       | Spectateurs : 50 000 Arbitrage : Vilmos Hernády | Spectateurs : 50 000 Arbitrage : Vilmos Hernády |
| 15h30 UTC+2 | Rapport                |         |                 | Spectateurs : 50 000 Arbitrage : Vilmos Hernády | Spectateurs : 50 000 Arbitrage : Vilmos Hernády |

|  |  |

|                  |    |                         |  |
|                  |    |                         |  |
| GK               | 1  | Enrico Albertosi        |  |
| DF               | 2  | Vincenzo Robotti        |  |
| DF               | 4  | Piero Gonfiantini (it)  |  |
| DF               | 5  | Alberto Orzan           |  |
| DF               | 3  | Sergio Castelletti (en) |  |
| MF               | 6  | Claudio Rimbaldo (it)   |  |
| MF               | 7  | Kurt Hamrin             |  |
| MF               | 8  | Dante Micheli           |  |
| MF               | 11 | Gianfranco Petris (en)  |  |
| FW               | 9  | Dino da Costa           |  |
| FW               | 10 | Luigi Milan             |  |
| Entraîneur :     |    |                         |  |
| Nándor Hidegkuti |    |                         |  |

| RANGERS:     |    |                    |
|              |    |                    |
| GK           | 1  | Billy Ritchie      |
| DF           | 2  | Bobby Shearer      |
| DF           | 5  | Bill Paterson (en) |
| DF           | 4  | Harold Davis       |
| DF           | 3  | Eric Caldow        |
| MF           | 6  | Jim Baxter         |
| MF           | 7  | Alex Scott         |
| MF           | 8  | Ian McMillan       |
| MF           | 11 | Davie Wilson       |
| FW           | 10 | Ralph Brand        |
| FW           | 9  | Jimmy Millar       |
| Entraîneur : |    |                    |
| Scot Symon   |    |                    |